# Minster Lovell
Minster Lovell (1.350 ab. ca.) è un villaggio con status di parrocchia civile dell'Inghilterra centro-meridionale, facente parte della contea dell'Oxfordshire e del distretto del West Oxfordshire e situato nelle Cotswolds, su un pendio lungo il corso del fiume Windrush.
Era una delle località preferite dallo scrittore William Morris (1834-1896).

## Geografia fisica

### Collocazione
Minster Lovell si trova a circa 30 km a nord-ovest di Oxford e a circa 23 km a sud-ovest di Woodstock.

## Storia

### Edifici e luoghi d'interesse
- Minster Lovell Hall, residenza del visconte Francis Lovell (1454 – 1487?)[4]

|  |

## Nella letteratura
Minster Lovell è il luogo dove si svolgono le vicende di Amorino, romanzo della scrittrice italiana Isabella Santacroce.